# Ballinger
Ballinger é uma cidade localizada no estado norte-americano do Texas, no Condado de Runnels.

## Demografia
Segundo o censo norte-americano de 2000, a sua população era de 4243 habitantes.
Em 2006, foi estimada uma população de 3918, um decréscimo de 325 (-7.7%).

## Geografia
De acordo com o United States Census Bureau tem uma área de
8,7 km², dos quais 8,7 km² cobertos por terra e 0,0 km² cobertos por água. Ballinger localiza-se a aproximadamente 496 m acima do nível do mar.

## Localidades na vizinhança
O diagrama seguinte representa as localidades num raio de 36 km ao redor de Ballinger.